# Obszar specjalnej ochrony ptaków

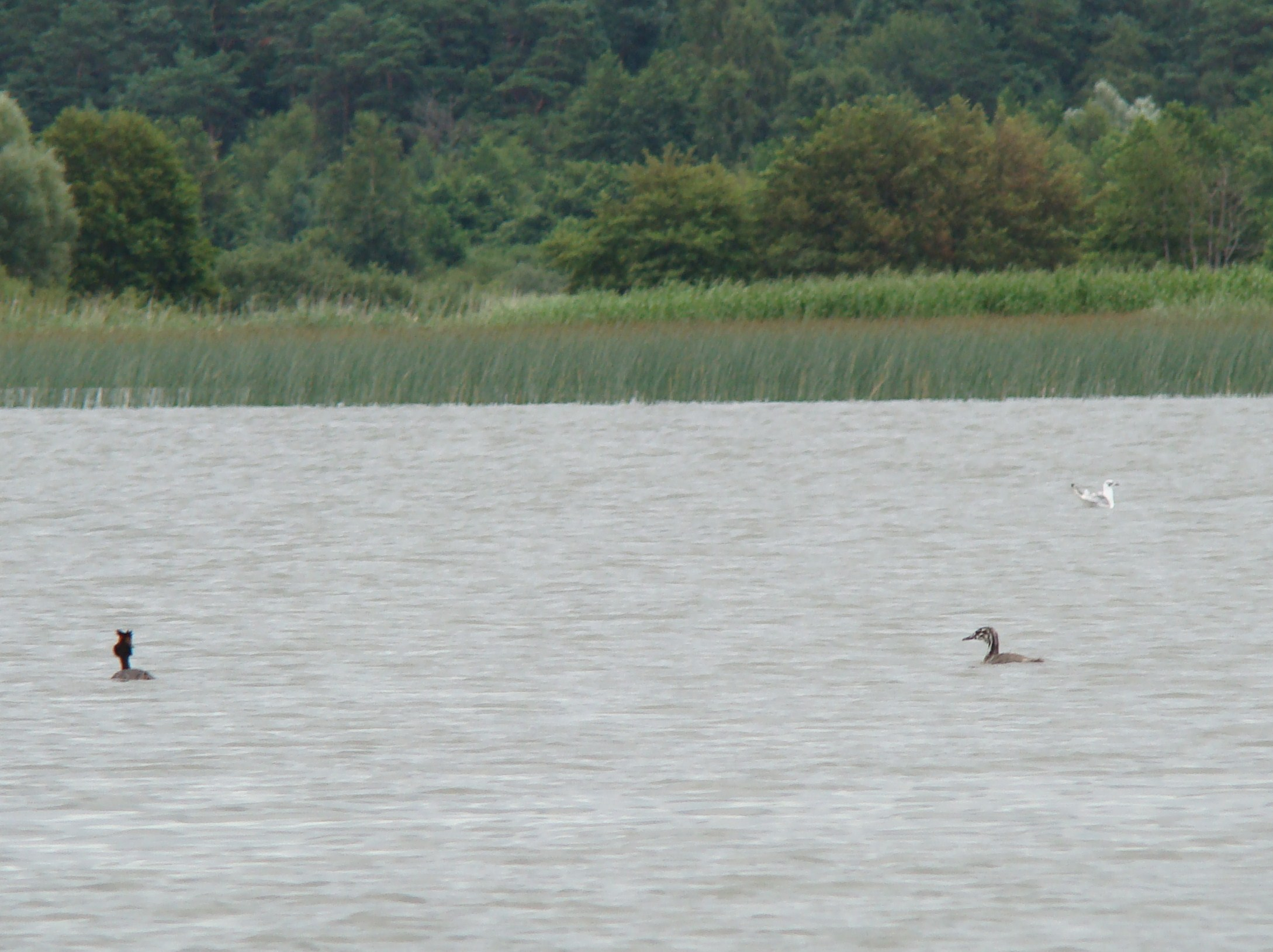
Szuwary na jeziorze Łebsko, obszar specjalnej ochrony ptaków „Ostoja Słowińska”

Obszar specjalnej ochrony ptaków (OSO; ang. SPA – Special Protection Area) – obszar wyznaczony do ochrony populacji dziko występujących ptaków jednego lub wielu gatunków, w którego granicach ptaki mają korzystne warunki bytowania w ciągu całego życia, w dowolnym jego okresie albo stadium rozwoju. Podstawą tworzenia i funkcjonowania tych obszarów jest dyrektywa ptasia, ale są one częścią sieci Natura 2000 tworzonej na mocy dyrektywy siedliskowej, w skład której wchodzą także obszary siedliskowe tworzone na mocy tej dyrektywy.
Obszary specjalnej ochrony ptaków są wyznaczane przez państwa członkowskie Unii Europejskiej i notyfikowane Komisji Europejskiej.